# Carl Theodor Schmidt
Carl Theodor Schmidt (* 3. Oktober 1817 in Stargard; † 21. Januar 1887 in Berlin) war ein deutscher Pädagoge und Politiker.

## Leben
Schmidt besuchte das Gymnasium in Stargard. Er studierte an der Friedrichs-Universität Halle und an der Friedrich-Wilhelms-Universität zu Berlin Evangelische Theologie und Philologie. Ab 1837 war er Mitglied des Corps Borussia Halle. Er wurde Oberlehrer an der Friedrich-Wilhelmschule in Stettin und verfasste unter anderem eine Geschichte des Handels und der Schifffahrt Stettins. Außerdem war er Redakteur der Baltischen Studien, des Organs der Gesellschaft für pommersche Geschichte und Altertumskunde.
1861 wurde er für den pommerschen Wahlkreis Greifenhagen-Randow ins Preußische Abgeordnetenhaus gewählt, ab 1867 bis 1887 für den Wahlkreis Regierungsbezirk Stettin 4 (Stadtkreis Stettin). Von 1871 bis 1878 war er auch Mitglied des Deutschen Reichstags für Stettin-Stadt. 1874 trat er aus der Deutschen Fortschrittspartei aus und war seitdem fraktionslos.